# 夏威夷鿳
夏威夷鿳（學名：Kyphosus hawaiiensis）又稱夏威夷舵魚，為輻鰭魚綱日鱸目鿳科鿳屬的其中一種，傳統上屬於鱸形目。
本魚分布於東太平洋區，從加利福尼亞灣至秘魯海域，體長可達41公分，棲息在沿岸岩礁區。